# سیب (ترانه)
«سیب» (به انگلیسی: Apple) ترانه‌ای از خوانندهٔ انگلیسی چارلی ایکس‌سی‌ایکس می‌باشد که در ۷ ژوئن سال ۲۰۲۴ که در ششمین آلبوم استودیویی وی تحت عنوان لوس (۲۰۲۴) قرار دارد.